# O Delfim (filme)
O Delfim é um filme português, realizado por Fernando Lopes, no ano de 2002. O argumento, escrito por Maria João Seixas e Vasco Pulido Valente, baseia-se na obra homónima de José Cardoso Pires.

## Sinopse
Portugal, finais dos anos 60. Tomás Palma Bravo, o Delfim, o Infante, é o herdeiro de um mundo em decomposição. É ele o dono da Lagoa, da Gafeira, de Maria das Mercês, sua mulher infecunda, de Domingos, seu criado preto e maneta, de um mastim e de um "Jaguar E", que o leva da Gafeira a Lisboa e às prostitutas.
Um caçador, detective e narrador, que todos os anos volta à Lagoa para caçar patos reais, descobre, um ano depois, que Domingos apareceu morto na cama do casal Palma Bravo e que Maria das Mercês apareceu a boiar na Lagoa.
Quanto a Tomás Palma Bravo e ao mastim, dizem-lhe que desapareceram sem deixar rasto. E que da neblina da Lagoa se ouvem agora misteriosos latidos.

## Elenco[1]
- Rogério Samora — Palma Bravo
- Alexandra Lencastre — Maria das Mercês
- Ruy Morrison — caçador / narrador
- Isabel Ruth — Aninhas
- Milton Lopes — Domingos
- Miguel Guilherme — padre novo
- Rita Loureiro — mulher jovem
- José Pinto — cauteleiro
- Márcia Breia — dona da pensão
- Alexandre de Sousa — regedor
- Laura Soveral — camponesa
- Fernando Jorge — batedor
- Sofia Bénard da Costa — criada da pensão
- Joaquim Leitão — ex-combatente
- Paula Guedes — Virgínia